# Manoel de Oliveira Soares Filho
Manoel de Oliveira Soares Filho (* 25. September 1965 in São Domingos do Capim, Pará) ist ein brasilianischer Geistlicher und römisch-katholischer Bischof von Palmeira dos Índios.

Bischofswappen von Manoel de Oliveira Soares Filho

## Leben
Manoel de Oliveira Soares Filho empfing am 26. September 1993 das Sakrament der Priesterweihe für das Bistum Bragança do Pará.
Am 19. Dezember 2018 ernannte ihn Papst Franziskus zum Bischof von Palmeira dos Índios. Die Bischofsweihe spendete ihm der Bischof von Bragança do Pará, Jesús María Cizaurre Berdonces, am 24. Februar des folgenden Jahres im Sportgymnasium Dom Eliseu Maria Coroli in Bragança. Mitkonsekratoren waren dessen Amtsvorgänger Luigi Ferrando und der Bischof von Castanhal, Carlos Verzeletti. Die Amtseinführung im Bistum Palmeira dos Índios fand am 10. März 2019 statt.